# Брудзев (Турецький повіт)
Брудзев (пол. Brudzew) — село в Польщі, у гміні Брудзев Турецького повіту Великопольського воєводства.
Населення — 1626 осіб (2011).
У 1975-1998 роках село належало до Конінського воєводства.

## Демографія
Демографічна структура станом на 31 березня 2011 року:
|          | Загалом | Допрацездатний вік | Працездатний вік | Постпрацездатний вік |
| -------- | ------- | ------------------ | ---------------- | -------------------- |
| Чоловіки | 782     | 167                | 538              | 77                   |
| Жінки    | 844     | 164                | 502              | 178                  |
| Разом    | 1626    | 331                | 1040             | 255                  |